# Cabezón de Pisuerga
Cabezón de Pisuerga (appelé Cabezón jusqu'en 1991) est une commune de la province de Valladolid dans la communauté autonome de Castille-et-León en Espagne.

## Sites et patrimoine
- Église de la Asunción
- Monastère de Santa María de Palazuelos
- Pont de Cabezón de Pisuerga (es)

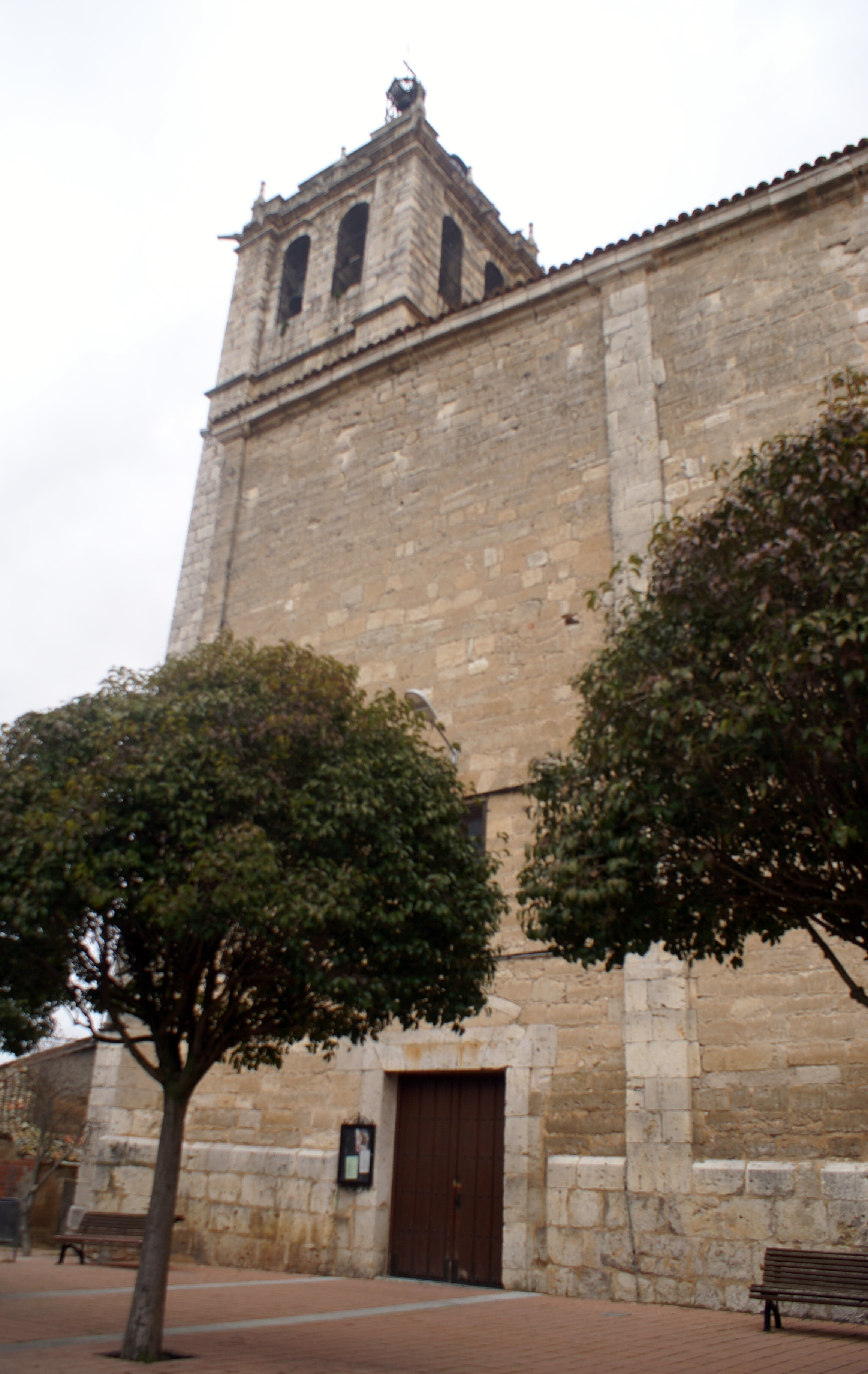
Église de la Asunción.
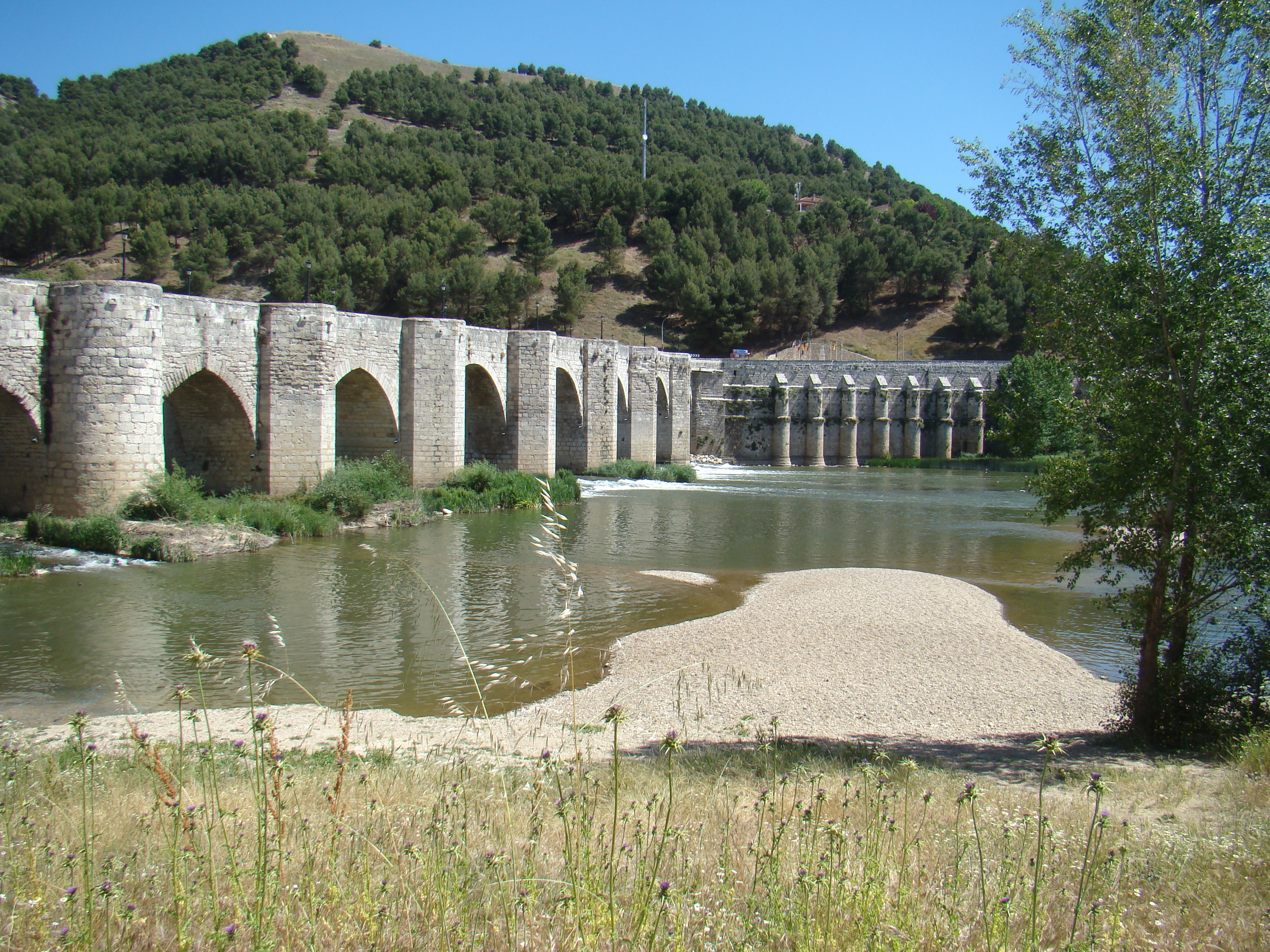
Vue d'ensemble du pont.
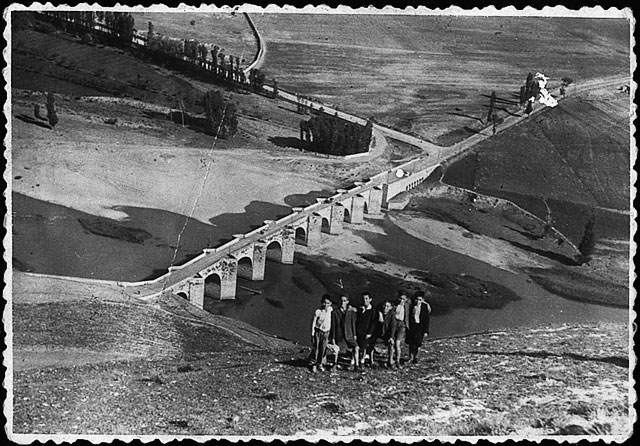
Image prise en mai 1942. On observe au premier plan des scolaires en excursion et au fond le pont sur le Pisuerga. Fondation Joaquín Díaz
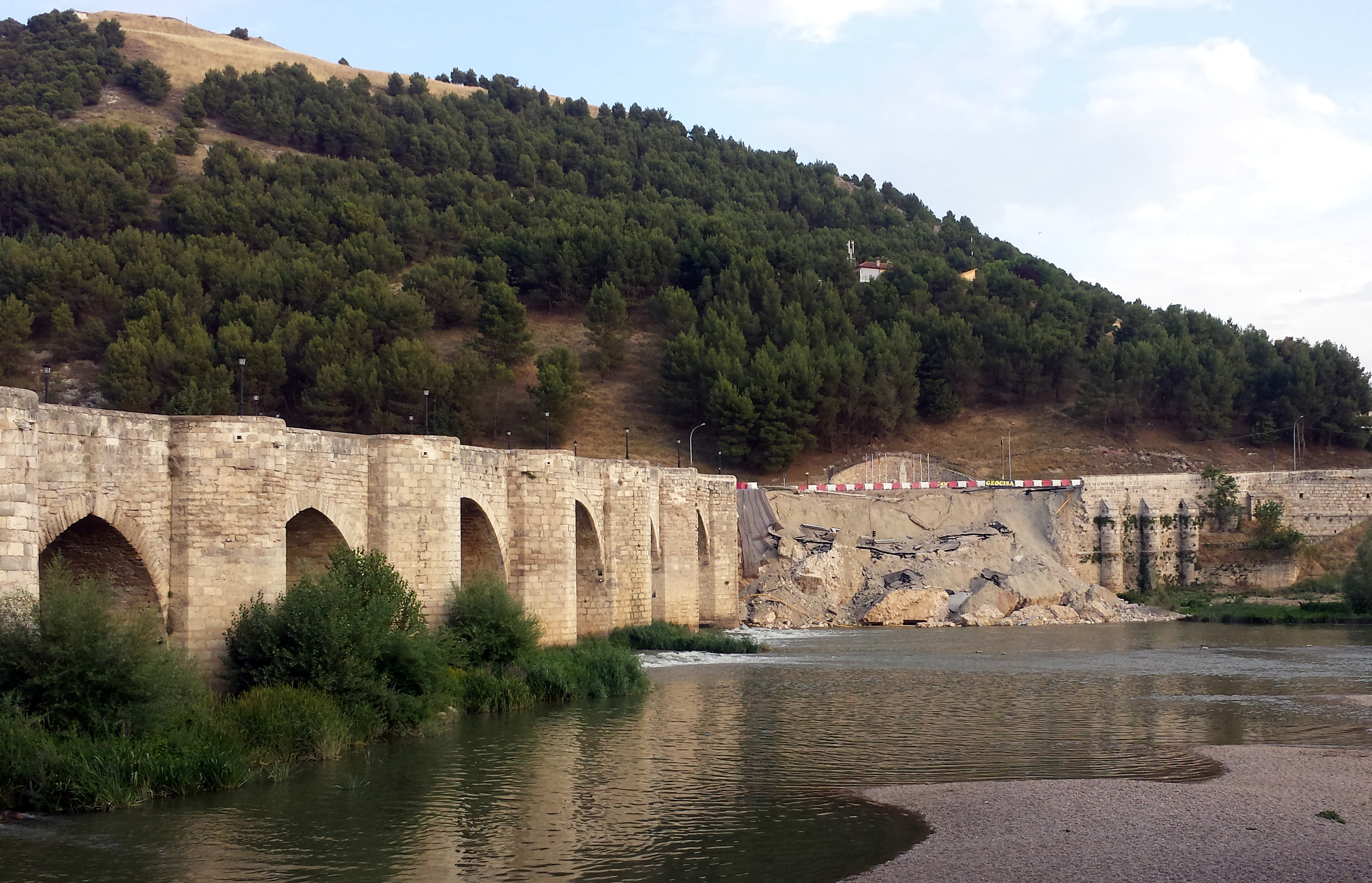
Le pont en juillet 2015, peu de temps après l'effondrement partiel du mur de soutènement.